# Éric de Moulins-Beaufort
Éric de Moulins-Beaufort (n. Landau in der Pfalz, Renania-Palatinado, Alemania, 30 de enero de 1962) es un arzobispo católico, escritor, profesor, teólogo, economista y politólogo franco-alemán. Fue ordenado sacerdote en el año 1991 para la Arquidiócesis de París, en la cual ha desempeñado todo su ministerio pastoral formando a los futuros sacerdotes. 
En 2008 fue nombrado por Benedicto XVI como Obispo Auxiliar de París y Obispo Titular de la Sede de Cresima. Diez años más tarde, el Papa Francisco le ha nombrado como nuevo Arzobispo Metropolitano de Reims.
Desde el 3 de abril de 2019, también ejerce de Presidente de la Conferencia Episcopal de Francia y de Copresidente del Consejo de Iglesias Cristianas en Francia.

## Biografía

### Primeros años y formación
De nombre completo es Éric Marie de Moulins d'Amieu de Beaufort. Nació el día 30 de enero del año 1962 en la ciudad alemana de Landau in der Pfalz, que está situada en el Estado Federado de Renania-Palatinado. 
Él nació en Alemania debido a que su padre, Jean-Louis de Moulins-Beaufort, se encontraba allí ejerciendo de Oficial de las Fuerzas Armadas de Francia. Proviene de una familia sobreviviente de la nobleza francesa.
Tras graduarse en educación secundaria, comenzó su formación universitaria. Después de estudiar Ciencias Políticas en el Instituto de Estudios Políticos de París (Sciences Po) y Economía en la Universidad Panthéon-Assas (Paris II), en 1985 marchó hacia Bélgica para estudiar Teología en el Instituto de Estudios Teológicos (IET) de Bruselas. 
Luego en 1990 se fue durante una temporada a Italia para continuar con su formación en el Pontificio Seminario Francés de Roma, en el cual obtuvo un Doctorado en Teología.

### Sacerdocio
A su regreso, el 29 de junio de 1991 fue ordenado sacerdote para la Archidiócesis de París, por el entonces Cardenal-Arzobispo Metropolitano, Jean-Marie Lustiger.
Desde su ordenación sacerdotal, ha dedicado la mayor parte de su ministerio pastoral a la formación de los futuros sacerdotes de Francia.
Comenzó como Director del Seminario Diocesano de París y profesor en el Seminario Studium (actual "Faculté Notre Dame") hasta el 2000.
Al mismo tiempo se desempeñó como Capellán del Liceo Montaigne (1992-1993), del Liceo Louis-le-Grand (1993-1994) y estuvo al cargo de la casa "Maison Saint- Roch" del seminario (1997-2000).
A partir del 2000 fue nombrado Párroco de la Iglesia de San Pablo-San Luis de París, hasta que cinco años más tarde fue designado como secretario personal del entonces Cardenal-Arzobispo Metropolitano de París, André Vingt-Trois.
Estos dos últimos cargos los desempeñó mientras que al mismo tiempo seguía trabajando como profesor en la "Faculté Notre Dame".

## Episcopado

### Obispo Auxiliar de París
El 21 de mayo de 2008 el Papa Benedicto XVI le nombró como Obispo Auxiliar de la Archidiócesis de París y como Obispo Titular de la antigua sede eclesiástica de Cresima.
Recibió su consagración episcopal el 5 de septiembre de ese mismo año, en la Catedral de Notre Dame de París, a manos de André Vingt-Trois que fue su consagrador principal. 
Como co-consagrantes tuvo al Obispo de Versalles, Éric Aumonier; al entonces Obispo de Saint-Denis, Olivier de Berranger; al entonces Obispo de Pontoise, Jean-Yves Riocreux; y al Arzobispo de Rennes, Pierre d'Ornellas.

### Arzobispo de Reims
Posteriormente, el 18 de agosto de 2018 fue nombrado por el Papa Francisco como nuevo Arzobispo Metropolitano de la Archidiócesis de Reims, en sucesión de Thierry Jordan.
Tomó posesión oficial de esta nueva sede el día 28 de octubre, durante una eucaristía especial de bienvenida que tuvo lugar en la Catedral de Nuestra Señora de Reims.
Además, el 3 de abril de 2019 ha sido elegido como nuevo Presidente de la Conferencia Episcopal de Francia (CEF), en sucesión del arzobispo Georges Pontier. De este modo también se ha convertido en Copresidente del Consejo de Iglesias Cristianas en Francia (CÉCEF).

## Publicaciones

### Como autor
- Anthropologie et mystique selon Henri de Lubac : « l'esprit de l'homme », ou la présence de Dieu en l'homme, Éditions du Cerf, 2003

### En colaboración
- Vatican II, une boussole pour notre temps : Plus de quarante ans après qu'est devenu le Concile ?, Parole et Silence, 2010
- Henri de Lubac et le mystère de l’Église. Actes du colloque du 12 octobre 1996 à l’Institut de France, Éditions du Cerf, 1999

### Prefacio
- Dominique Struyf, Noëlle Hausman, La vie consacrée. Lumières et obscurités, Cahiers de la Nouvelle Revue théologique (NRT), CLD, 2019
- Le « sensus fidei » dans la vie de l'Église, Commission théologique internationale, Éditions du Cerf, 2014
- Inspiration et vérité de l'Écriture sainte : la parole qui vient de Dieu et parle de Dieu pour sauver le monde, Commission biblique pontificale, Éditions du Cerf, 2014
- Dieu trinité, unité des hommes : le monothéisme chrétien contre la violence, Commission théologique internationale, Éditions du Cerf, 2014

### Editor científico
- Henri de Lubac, Œuvres complètes, tome XXIII : La pensée religieuse du père Pierre Teilhard de Chardin, Éditions du Cerf, 2002
- Henri de Lubac, Œuvres complètes, tome XV : Corpus mysticum, l'Eucharistie et l'Église au Moyen Âge : étude historique, Éditions du Cerf, 2010
- Gouvernance mondiale et éthique au XXIe siècle, Collège des Bernardins, Lethielleux Éditions, 2013

### Directora de la publicación
- Henri de Lubac, Œuvres complètes, tome IV : Révélation divine, affrontements mystiques, athéisme et sens de l'homme, Éditions du Cerf, 2006
- Henri de Lubac, Œuvres complètes, tome V : La foi chrétienne : essai sur la structure du symbole des apôtres, Éditions du Cerf, 2008

### Artículos
El arzobispo Éric de Moulins-Beaufort es miembro del comité editorial de la Nouvelle Revue théologique y de la asociación Communio. Publica artículos en estas revistas, así como en Theological Review of the Bernardins .Revue théologique des Bernardins.